# Colom imperial cuablau
El colom imperial cuablau (Ducula concinna) és una espècie d'ocell de la família dels colúmbids (Columbidae) que habita zones boscoses a petites illes del Mar de Flores, Moluques, illes Petites de la Sonda orientals i algunes properes al sud-oest de Nova Guinea.